# Palm Beach (Nueva Gales del Sur)

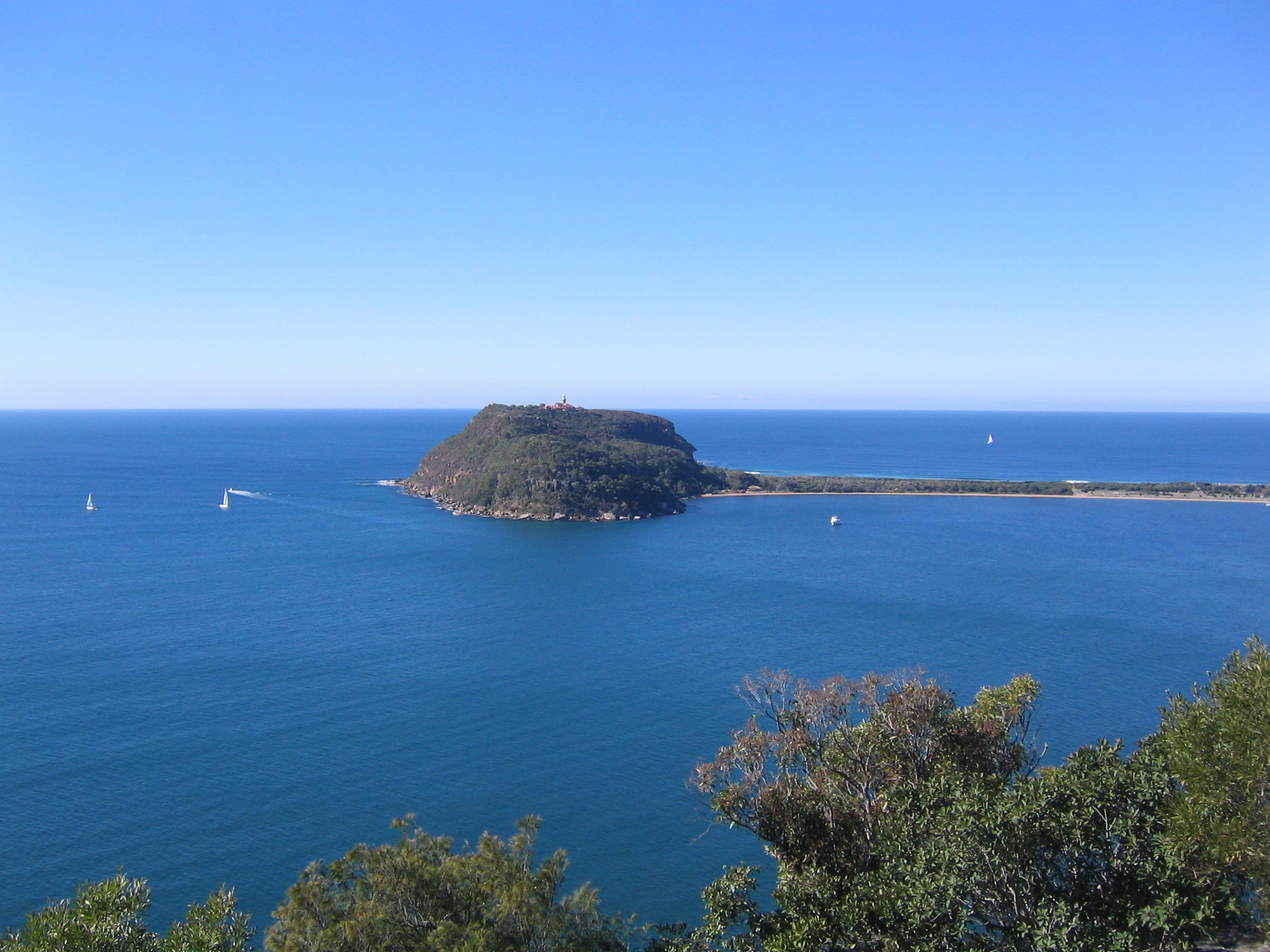
La península de Palm Beach visto desde West Head.

Palm Beach es un suburbio de Sídney, Australia situado en la comuna de Pittwater. Palm Beach es considerado como el suburbio que está más al norte de todos. Está situado en una península a 40km al norte del Centro de Sídney en las playas de norte. Es un suburbio de 2530 habitantes.
- Datos: Q4347194
- Multimedia: Palm Beach, New South Wales / Q4347194